# 전고체 전지
전고체 전지(Solid-state battery, SSB)는 기존 전지의 액체 또는 겔 중합체 전해질 대신 고체 전해질(솔렉트로)을 사용하여 전극 간에 이온을 전도시키는 전기 배터리이다. 전고체 전지는 이론적으로 일반적인 리튬 이온 또는 리튬 중합체 배터리보다 훨씬 높은 에너지 밀도를 제공한다.
고체 전해질은 19세기에 처음 발견되었지만, 여러 문제로 인해 널리 적용되지 못했다. 20세기 후반과 21세기 초반의 발전으로 이 기술에 대한 관심이 다시 높아졌으며, 특히 전기 자동차 분야에서 더욱 그러했다.
전고체 전지는 금속성 리튬을 애노드로 사용하고 산화물이나 황화물을 캐소드로 사용하여 에너지 밀도를 높일 수 있다. 고체 전해질은 리튬 이온만 통과시키는 이상적인 분리막 역할을 한다. 이러한 이유로 전고체 전지는 인화성, 제한된 전압, 불안정한 고체-전해질 계면 형성, 열악한 사이클 성능, 강도 등 현재 사용되는 액체 전해질 리튬 이온 전지의 많은 문제를 해결할 수 있는 잠재력을 가지고 있다.
전해질로 제안된 재료로는 세라믹(예: 산화물, 황화물, 인산염) 및 고체 중합체가 있다. 전고체 전지는 인공 심장 박동기, 무선 주파수 식별(RFID) 및 웨어러블 장치에서 발견된다. 전고체 전지는 잠재적으로 더 안전하고 에너지 밀도가 더 높다. 광범위한 채택에 대한 과제로는 에너지 및 전력 밀도, 내구성, 재료비, 민감도 및 안정성이 있다.

## 역사

### 기원
1831년에서 1834년 사이에 마이클 패러데이는 고체 전해질인 황화은과 플루오르화 납(II)을 발견하여 고체 이온 공학의 토대를 마련했다.

### 1900년대-2009년
1950년대 후반까지 여러 은 전도성 전기화학 시스템이 저에너지 밀도와 낮은 전지 전압, 높은 내부 저항에도 불구하고 고체 전해질을 사용했다. 1967년, 광범위한 이온(Li+, Na+, K+, Ag+, Rb+)에 대한 빠른 이온 전도성 β - 알루미나의 발견은 에너지 밀도가 증가한 고체 전기화학 장치 개발의 시작을 알렸다. 즉시, 미국 포드 모터 컴퍼니와 일본 NGK에서 용융 나트륨 / β - 알루미나 / 황 전지가 개발되었다. 이러한 흥분은 유기물, 즉 폴리(에틸렌) 산화물(PEO)과 NASICON과 같은 무기물에서 새로운 시스템의 발견으로 나타났다. 그러나 이러한 시스템 중 상당수는 고온에서의 작동이 필요하거나 생산 비용이 많이 들어 상업적 배포가 제한되었다. 오크리지 국립연구소가 개발한 새로운 종류의 고체 전해질인 리튬-인 질소산화물(LiPON)은 1990년대에 등장했다. LiPON은 박막 리튬 이온 전지를 만드는 데 성공적으로 사용되었지만, 박막 전해질 증착과 관련된 비용과 박막 형식으로 접근할 수 있는 작은 용량으로 인해 응용 분야가 제한되었다.

### 2010년-2019년
2011년, 카마야 외 연구진은 상온에서 액체 전해질에 필적하는 벌크 이온 전도도를 달성할 수 있는 최초의 고체 전해질인 Li10GeP2S12 (LGPS)를 시연했다. 이를 통해 벌크 고체 이온 전도체는 마침내 리튬 이온 전도체와 기술적으로 경쟁할 수 있게 되었다.
운송 산업의 연구원들과 기업들은 전고체 배터리 기술에 대한 관심을 다시 불러일으켰다. 2011년, 볼로레는 BlueCar 모델 자동차를 출시했다. 이 시연은 리튬 염을 폴리옥시에틸렌 공중합체에 용해시켜 만든 폴리머 전해질을 사용한 30 kWh 리튬 금속 폴리머 (LMP) 배터리를 선보였다.
2012년, 토요타는 자동차 응용 분야에 대한 연구를 시작했다. 동시에 폭스바겐은 이 기술을 전문으로 하는 소규모 기술 회사들과 협력하기 시작했다.
2013년, 콜로라도 대학교 볼더의 연구원들은 고체 철–황 복합 캐소드를 사용한 고체 리튬 배터리 개발을 발표했으며, 이는 더 높은 에너지를 약속했다.
2017년, 리튬 이온 배터리 공동 발명가인 존 B. 구디너프는 유리 전해질과 리튬, 나트륨, 칼륨으로 구성된 알칼리 금속 애노드를 사용하는 고체 유리 배터리를 공개했다. 그해 말, 토요타는 파나소닉과의 수십 년간의 파트너십을 고체 배터리 협력으로 확장했다. 2019년 현재 토요타는 SSB 관련 특허를 가장 많이 보유하고 있다. 그 뒤를 BMW, 혼다, 현대자동차, 닛산이 이었다.
2018년, 콜로라도 대학교 볼더에서 분사된 솔리드 파워(Solid Power)는 삼성과 현대로부터 2천만 달러의 자금을 지원받아 전고체, 재충전 가능한 리튬-금속 배터리 프로토타입의 복제본을 생산할 수 있는 제조 라인을 구축했다. 이는 연간 10 메가와트시 용량을 예상했다.
칭타오(Qing Tao)는 2018년 중국 최초의 전고체 배터리 생산 라인을 시작하여 "특수 장비 및 고급 디지털 제품"에 SSB를 공급했다.

### 2020년-현재
퀀텀스케이프는 스탠퍼드 대학교에서 분사된 전고체 배터리 스타트업이다. 2020년 11월 29일, 켄싱턴 캐피탈과의 SPAC 합병의 일환으로 뉴욕 증권거래소에 상장되었다. 2022년에는 24층 A0 프로토타입 셀을 선보였다. 2023년 1분기에는 5암페어시 리튬 금속 셀인 QSE-5를 선보였다. 폭스바겐의 PowerCo는 A0 프로토타입이 발표된 성능 지표를 충족했다고 밝혔다. 퀀텀스케이프의 FlexFrame 디자인은 각형 및 파우치 셀 디자인을 결합하여 사이클링 중 셀의 팽창 및 수축을 수용한다.
2021년 7월, 무라타 제작소는 이어폰 및 기타 웨어러블 제조업체를 대상으로 대량 생산을 시작한다고 발표했다. 셀 용량은 3.8V에서 최대 25 mAh로, 이어버드와 같은 소형 모바일 장치에 적합하지만 전기 자동차에는 적합하지 않다. 전기 자동차에 사용되는 리튬 이온 셀은 일반적으로 비슷한 전압에서 2,000~5,000 mAh를 제공한다. 전기 자동차는 동일한 전력을 제공하기 위해 무라타 셀의 최소 100배가 필요하다.
포드 모터 컴퍼니와 BMW는 솔리드 파워(Solid Power) 스타트업에 1억 3천만 달러를 투자했으며, 2022년 현재 이 회사는 5억 4천만 달러를 유치했다.
2021년 9월, 토요타는 2025년부터 하이브리드 모델에 전고체 배터리를 사용하기 시작할 계획을 발표했다.
2021년 2월, 히타치 조선은 국제우주정거장에서 시연 실험을 발표했다. 2022년 2월 19일 발사된 시그너스 17호는 전고체 배터리가 ISS에서 테스트될 것임을 확인했다.
2022년 1월, 메르세데스-벤츠와 프로로지움(ProLogium)은 기술 협력 계약을 체결했다. 이 투자는 전고체 배터리 개발 및 생산 준비에 사용될 예정이다.
2022년 초, 스위스 클린 배터리(Swiss Clean Battery, SCB)는 2024년까지 프라우엔펠트에 연간 1.2GWh의 초기 생산 규모로 세계 최초의 지속 가능한 전고체 배터리 공장을 개설할 계획을 발표했다.
2022년 7월, Svolt는 350-400Wh/kg의 에너지 밀도를 가진 20 Ah 전기 배터리 생산을 발표했다.
2023년 6월, 맥셀 코퍼레이션은 대용량 전고체 배터리 양산을 시작했다. 이 배터리는 긴 수명과 내열성을 가지고 있다. 200mAh 원통형 전고체 배터리 생산은 2024년 1월에 시작될 예정이었다. 크기: 지름 23 mm/높이 27 mm.
2023년 9월, 파나소닉은 드론용 전고체 배터리를 공개했다. 이 배터리는 3분 만에 10%에서 80%까지 충전할 수 있으며 25 °C에서 10,000~100,000 사이클을 지속한다. 이 배터리는 2020년대 후반에 출시될 것으로 예상되었다.
2023년 10월, 토요타는 2028년부터 전기차용 전고체 배터리 생산을 위해 이데미츠코산과 파트너십을 맺었다고 발표했다.
2023년 10월, 팩토리얼 에너지(Factorial Energy)는 메수엔, 매사추세츠에 배터리 제조 시설을 개설하고 메르세데스-벤츠에 총 1,000개 이상의 A-샘플 셀을 포함하여 100 Ah A-샘플을 자동차 파트너에게 출하하기 시작했다. 이 기술은 리튬-금속 애노드, 준고체 전해질 및 고용량 캐소드를 사용한다. 에너지 밀도는 391 Wh/kg이다.
2023년 11월, 광저우 자동차 그룹은 2026년에 전고체 배터리를 채택할 것이라고 발표했다. 또한 이 회사는 배터리가 400 Wh/kg을 달성했다고 밝혔다. 대량 생산은 2025년에 시작될 예정이었다.
2023년 12월 28일, 현대차는 "가압 장치가 구비된 전고체 배터리 시스템"에 대한 특허를 공개했다. 이 셀은 충전 및 방전율에 관계없이 일정한 압력을 유지하는 전고체 배터리이다. 이 시스템에는 등온 요소가 포함된다.
2024년 1월, 폭스바겐은 프로토타입 전고체 배터리 테스트 결과 1000회 충전(500,000 km 주행에 해당) 후에도 용량의 95%를 유지했으며, 다른 성능 테스트도 통과했다고 발표했다.
2024년 4월, 팩토리얼은 LG화학과 양해각서를 체결했다. 6월에는 첫 번째 106 Ah B-샘플을 메르세데스-벤츠에 테스트를 위해 보냈다.

## 재료
고체 전해질(SSE)의 후보 물질로는 리튬 오르토실리케이트와 같은 세라믹, 유리, 황화물 및 RbAg4I5가 있다. 주류 산화물 고체 전해질에는 Li1.5Al0.5Ge1.5(PO4)3 (LAGP), Li1.4Al0.4Ti1.6(PO4)3 (LATP), 페로브스카이트형 Li3xLa2/3-xTiO3 (LLTO) 및 가넷형 Li6.4La3Zr1.4Ta0.6O12 (LLZO)가 금속 Li와 함께 있다. 4가지 SSE의 Li에 대한 열 안정성은 LAGP < LATP < LLTO < LLZO 순이었다. 염화물 초이온 전도체는 또 다른 유망한 고체 전해질로 제안되었다. 이들은 황화물처럼 이온 전도성이 있고 변형 가능하지만, 동시에 황화물의 낮은 산화 안정성 문제에 시달리지 않는다. 그 외에도 산화물 및 황화물 SSE보다 비용이 저렴한 것으로 간주된다. 현재 염화물 고체 전해질 시스템은 Li3MCl6  및 Li2M2/3Cl4의 두 가지 유형으로 나눌 수 있다. M 요소에는 Y, Tb-Lu, Sc, In이 포함된다. 캐소드는 리튬 기반이다. 변형에는 LiCoO2, LiNi1/3Co1/3Mn1/3O2, LiMn2O4 및 LiNi0.8Co0.15Al0.05O2가 있다. 애노드는 더 다양하며 전해질 유형에 따라 달라진다. 예로는 In, Si, GexSi1−x, SnO–B2O3, SnS –P2S5, Li2FeS2, FeS, NiP2 및 Li2SiS3가 있다.
리튬-세라믹 배터리는 단일 벽 탄소 나노튜브 (SWCNTs) 통합을 통해 잠재적인 개선을 보여준다. SWCNTs는 전극 입자 사이에 내구성이 좋고 장거리 전도성 경로를 구축하여 전극 저항을 효과적으로 줄이고 에너지 밀도를 향상시킨다.
유망한 캐소드 재료 중 하나는 Li–S로, (고체 리튬 애노드/Li2S 셀의 일부로) 이론적 비용량이 1,670 mAh/g로 "LiCoO2의 유효 값보다 10배 크다". 황은 대부분의 액체 전해질에 용해되어 배터리 수명을 극적으로 단축시키기 때문에 액체 전해질 응용 분야에서 부적합한 캐소드이다. 황은 고체 상태 응용 분야에서 연구되고 있다.
또 다른 고무적인 캐소드는 NCM662(LiNi0.6Co0.2Mn0.2O2)로, 특히 공명 음향 혼합 공정에서 NiCo2S4로 코팅되었을 때 그러하다. 이는 최소한의 부반응으로 60.6%의 용량 유지율을 가진 재료를 생성한다.
Li-O2도 높은 이론적 용량을 가지고 있다. 이 장치의 주요 문제는 애노드가 주변 대기로부터 밀봉되어야 하는 반면 캐소드는 대기와 접촉해야 한다는 것이다.
Li/LiFePO4 배터리는 전기 자동차용 전고체 응용 분야에서 유망하다. 2010년 연구에서는 이 재료를 EV용 재충전 배터리의 안전한 대안으로 제시했으며 "USABC-DOE 목표를 능가한다"고 밝혔다.
순수 실리콘 μSi||SSE||NCM811 애노드를 가진 셀은 Darren H.S Tan 외 연구진이 μSi 애노드(순도 99.9 중량%), 고체 전해질(SSE) 및 리튬-니켈-코발트-망간 산화물(NCM811) 캐소드를 사용하여 조립했다. 이러한 종류의 전고체 배터리는 최대 5 mA cm−2의 높은 전류 밀도, -20 °C 및 80 °C의 넓은 작동 온도 범위, 최대 11 mAh/cm2 (2,890 mAh/g)의 면적 용량(애노드용)을 시연했다. 동시에, 5 mA cm−2에서 500 사이클 후에도 배터리는 여전히 80%의 용량 유지율을 제공하며, 이는 지금까지 보고된 μSi 전고체 배터리 중 최고의 성능이다.
염화물 고체 전해질은 이론적으로 더 높은 이온 전도성과 더 나은 성형성을 가지므로 기존 산화물 고체 전해질보다 유망하다. 또한 염화물 고체 전해질의 뛰어난 산화 안정성과 높은 연성은 성능을 더욱 향상시킨다. 특히 Zhou 외 연구진이 개발한 리튬 혼합 금속 염화물 계열의 고체 전해질인 Li2InxSc0.666-xCl4는 넓은 조성 범위에서 높은 이온 전도도(2.0 mS cm−1)를 보여준다. 이는 염화물 고체 전해질이 코팅된 캐소드 활성 물질이 아닌 베어 캐소드 활성 물질과 함께 사용될 수 있으며 낮은 전자 전도도를 가지기 때문이다. 더 저렴한 대체 염화물 고체 전해질 조성물은 Li2ZrCl6 고체 전해질에서 찾을 수 있으며, 낮은 이온 전도도를 가지지만 여전히 인상적이다. 이 특정 염화물 고체 전해질은 높은 상온 이온 전도도(0.81 mS cm−1), 변형성 및 높은 습도 내성을 유지한다.

### 페로브스카이트형
한편, 페로브스카이트 소재는 전고체 배터리에 적용할 수 있는 큰 잠재력을 가지고 있다. 전통적인 화석 기반 에너지원의 낮은 효율성과 높은 오염을 개선하기 위해 점점 더 많은 연구자들이 더 긴 수명과 더 높은 효율을 가진 전고체 배터리 아이디어를 제시했다. 그러나 전고체 배터리는 여전히 많은 안전 문제와 단점을 가지고 있으므로, 연구자들은 이 문제를 해결하기 위해 많은 새로운 재료를 사용하고 있다. 그러한 재료 중 하나가 페로브스카이트 재료이다.
페로브스카이트 소재는 뛰어난 이온 전도도, 우수한 전하 저장 용량 및 좋은 전기화학적 활성을 가지고 있어 전기화학적 에너지 저장 및 에너지 변환 분야에 응용할 수 있는 매우 큰 잠재력을 가지고 있다. 이 소재는 전고체 배터리 및 태양 전지와 같은 많은 신에너지 배터리에 사용된다. 일반적인 공식은 ABX3이다. ABX3에서 B 이온은 X 이온 팔면체로 둘러싸여 있으며 A 이온은 큐브의 중심에 위치한다. 전이 금속 페로브스카이트 플루오라이드는 페로브스카이트형 전극 재료로, 높은 전압 창, 비 용량 및 안정성을 가지며, 전이 금속 페로브스카이트 플루오라이드의 구조는 이온 이동을 용이하게 하고 일반적인 유사 용량 제어 운동 특성으로 인해 빠른 전하 수송 속도를 가지므로 이 재료는 우수한 전기화학적 특성을 가진다. 따라서 점점 더 많은 연구자들이 이 소재에 집중하고 있다. Shan 외 연구는 리튬 이온이 페로브스카이트 산화물의 격자에 삽입될 수 있음을 보여줄 뿐만 아니라 페로브스카이트 산화물이 높은 이온 전도도를 가지고 전극 재료로 사용될 수 있음을 입증한다. 전이 금속 페로브스카이트 플루오라이드는 금속-플루오린 결합과 플루오린의 강한 전기 음성도 때문에 빠른 전하 수송 속도, 높은 에너지 밀도 및 높은 안정성을 가진다. Jiao 외 연구진은 용매열 합성법을 사용하여 속이 빈 미터 구형 구조의 페로브스카이트형 플루오라이드를 만들었으며, 테스트 결과 이 재료는 0.1 A/g에서 1000회 사이클 후에도 142 mAh/g의 용량을 가지는 등 우수한 유지율을 보여준다.

## 용도
전고체 전지는 심장 박동기, RFID, 웨어러블 장치 및 전기 자동차에 잠재적으로 유용하다.

### 전기차량
하이브리드 및 플러그인 전기 자동차는 납 축전지, 니켈-금속 수소화물(NiMH), 리튬 이온(Li-ion) 및 전기 이중층 축전기(또는 울트라캐패시터)를 포함한 다양한 배터리 기술을 사용해 왔으며, Li-ion 배터리는 우수한 에너지 밀도 덕분에 시장을 지배하고 있다. 전고체 배터리는 액체 전해질 배터리에 비해 가볍고 에너지 밀도가 높기 때문에 차량의 주행 거리를 늘리고, 비용을 줄이며, 공차 중량을 줄일 수 있는 잠재력을 가지고 있어 현재 전기차의 주요 과제를 해결할 수 있어 바람직하다.
혼다는 2022년에 2024년 초에 전고체 배터리 생산을 위한 시범 라인 운영을 시작할 계획이라고 밝혔으며, 닛산은 2028 회계연도까지 자체 개발한 전고체 배터리를 탑재한 전기차를 출시하는 것을 목표로 한다고 발표했다.
2023년 6월, 토요타는 배터리식 전기차 전략을 업데이트하여 2027년까지는 상업용 전고체 배터리를 사용하지 않을 것이라고 발표했다.
2022년 1월, 메르세데스-벤츠는 차세대 세라믹 전고체 배터리 셀을 공동 개발하기 위해 ProLogium에 상당한 투자를 했다. 이 회사는 또한 고체 기술 분야에서 협력하고 파트너와 함께 8개의 기가팩토리를 건설할 계획이다. 2023년 12월까지 메르세데스-벤츠는 미국 기반의 Factorial Energy에 투자하여 전고체 배터리 이니셔티브를 발전시켰다.

### 웨어러블
고에너지 밀도 특성과 가혹한 환경에서도 높은 성능을 유지하는 특성은 이전보다 더 작고 신뢰성 있는 새로운 웨어러블 장치 구현에 기대된다.

### 우주 장비
2021년 3월, 산업 제조업체인 히타치 조선은 업계에서 가장 높은 용량을 가지고 있고 작동 온도 범위가 더 넓어 우주와 같은 가혹한 환경에 잠재적으로 적합하다고 주장하는 전고체 배터리를 발표했다. 2022년 2월에 테스트 임무가 시작되었고, 8월에 일본 항공우주탐사국(JAXA)은 전고체 배터리가 국제우주정거장(ISS)의 일본 실험 모듈 키보에서 카메라 장비에 전력을 공급하며 우주에서 제대로 작동했음을 발표했다.

### 드론
전고체 배터리는 기존 리튬 이온 배터리보다 가볍고 강력하기 때문에 상업용 드론이 이점을 얻을 수 있다는 것이 합리적이다. 드론 제조업체이자 설계자인 Vayu Aerospace는 G1 장거리 비행 드론에 이를 통합한 후 비행 시간이 증가했다고 언급했다. 드론의 또 다른 장점은 전고체 배터리를 빠르게 충전할 수 있다는 것이다. 2023년 9월, 파나소닉은 3분 만에 10%에서 80%까지 충전할 수 있는 프로토타입 전고체 배터리를 발표했다.

### 산업 기계
전고체 배터리는 수명이 길고 내열성이 우수하다. 따라서 가혹한 환경에서 사용될 것으로 예상된다. 산업 기계용 맥셀의 전고체 배터리 생산은 이미 시작되었다.

### 휴대용 태양광 발전기
2023년, 요시노는 비고체 리튬(NMC, LFP) 발전기보다 2.5배 높은 에너지 밀도와 두 배의 정격 및 서지 AC 출력 와트 수를 가진 고체 휴대용 태양광 발전기의 첫 생산자가 되었다.

## 과제

### 비용
박막 전고체 배터리는 제작 비용이 비싸며 확장하기 어려운 제조 공정이 필요하며 값비싼 진공 증착 장비가 필요하다고 생각된다. 결과적으로 박막 전고체 배터리의 비용은 소비자 기반 응용 분야에서 엄청나게 비싸다. 2012년 추산에 따르면, 당시 기술을 기반으로 20 Ah 전고체 배터리 셀은 미화 100,000달러가 들며, 고사양 전기차는 이러한 셀이 800개에서 1,000개 필요할 것이다. 마찬가지로 비용은 스마트폰과 같은 다른 분야에서 박막 전고체 배터리의 채택을 방해해 왔다.

### 온도 및 압력 민감도
저온 작동은 어려울 수 있다. 전고체 배터리는 역사적으로 성능이 좋지 않았다.
세라믹 전해질을 사용하는 전고체 배터리는 전극과의 접촉을 유지하기 위해 고압이 필요하다. 세라믹 분리막을 사용하는 전고체 배터리는 기계적 응력으로 인해 파손될 수 있다.
2022년 11월, 교토 대학, 돗토리 대학, 스미토모 화학으로 구성된 일본 연구 그룹은 전해질에 공중합된 신소재를 사용하여 압력을 가하지 않고도 230 Wh/kg 용량으로 전고체 배터리를 안정적으로 작동시키는 데 성공했다고 발표했다.
2023년 6월, 오사카 공립대학 공학부 연구팀은 Li
3PS
4의 고온상(α-Li
3PS
4)을 상온에서 안정화시키는 데 성공했다고 발표했다. 이는 Li
3PS
4 유리를 빠르게 가열하여 결정화함으로써 달성되었다.

### 계면 저항
캐소드와 고체 전해질 사이의 높은 계면 저항은 전고체 배터리의 오랜 문제였다.
계면 및 재료 내부의 열화 메커니즘을 더 잘 이해하기 위해 첨단 나노 스케일 이미징 기술이 자주 사용된다. 원자간력 현미경(AFM)은 나노미터 스케일에서 고체 배터리 재료의 지형적 매핑을 가능하게 하여 균열, 덴드라이트 시작 지점 또는 상간 진화와 같은 미세 구조적 특징을 밝혀낸다. 켈빈 탐침 현미경(KPFM)은 표면 전위 분포를 매핑하여 이 기능을 확장하며, 특히 국부 전하 축적 및 계면 불안정성을 시각화하는 데 유용하다. 또한, 전도성 AFM(C-AFM)은 전극 및 고체 전해질 전체의 나노 스케일 전기 전도도를 매핑하는 데 사용되어 고장 영역을 식별하고 이온 경로의 균일성을 평가하는 데 도움이 된다.

### 계면 불안정성
전극-전해질의 계면 불안정성은 전고체 배터리에서 항상 심각한 문제였다. 고체 전해질이 전극과 접촉하면 계면에서 발생하는 화학적 및 전기화학적 부반응으로 인해 보통 수동태 계면이 생성되어 전극-SSE 계면을 통한 Li+ 확산이 방해받는다. 고전압 사이클링 시 일부 SSE는 산화성 분해를 겪을 수 있다.

### 덴드라이트

애노드에서 분리막을 뚫고 캐소드 쪽으로 자라나는 리튬 금속 덴드라이트.

전고체 전지의 고체 리튬 금속 애노드는 더 높은 에너지 밀도, 안전성 및 더 빠른 재충전 시간을 위해 리튬 이온 전지의 대체 후보이다. 이러한 애노드는 전해질을 침투하여 전기적 합선을 유발하는 불균일한 금속 성장인 리튬 덴드라이트의 형성 및 성장으로 어려움을 겪는 경향이 있다. 이러한 합선은 에너지 방전, 과열, 때로는 열폭주로 인한 화재 또는 폭발로 이어진다. 리튬 덴드라이트는 쿨롱 효율을 감소시킨다.
덴드라이트 성장의 정확한 메커니즘은 여전히 연구 대상이다. 고체 전해질의 금속 덴드라이트 성장 연구는 고온에서 용융 나트륨 / 나트륨 - β - 알루미나 / 황 셀 연구로 시작되었다. 이 시스템에서 덴드라이트는 때때로 나트륨 / 고체 전해질 계면에서 도금으로 인한 압력으로 인해 미세 균열이 확장되어 성장한다. 그러나 덴드라이트 성장은 고체 전해질의 화학적 분해로 인해 발생할 수도 있다.
사진탄성 실험을 통해 시각화되고 측정된, 리튬 금속에 대해 안정적인 리튬 이온 고체 전해질에서 덴드라이트는 주로 전극/고체 전해질 계면에서 압력 축적으로 인해 전파되어 균열 확장을 유발한다. 한편, 해당 금속에 대해 화학적으로 불안정한 고체 전해질의 경우, 계면 성장 및 최종적인 균열은 종종 덴드라이트 형성을 방지한다.
고체 리튬 이온 전지에서 덴드라이트 성장은 전지를 고온에서 작동시키거나 잔류 응력을 사용하여 전해질을 파괴 인성하여 덴드라이트를 편향시키고 덴드라이트로 인한 단락을 지연시킬 수 있다. 고체 전해질과 리튬 금속 애노드 사이에 알루미늄을 함유한 전자 정류 계면은 덴드라이트 성장을 방지하는 데 효과적인 것으로 나타났다.

### 기계적 고장
전고체 배터리의 일반적인 고장 메커니즘은 호스트 구조에서 리튬 이온을 추가하거나 제거하여 충전 및 방전 중에 애노드와 캐소드의 부피 변화를 통한 기계적 고장이다.

#### 캐소드
캐소드는 일반적으로 이온 전도를 돕기 위해 활성 캐소드 입자와 SSE 입자가 혼합되어 구성된다. 배터리가 충전/방전됨에 따라 캐소드 입자의 부피는 일반적으로 몇 퍼센트 정도 변한다. 이러한 부피 변화는 입자 간 공극 형성을 유발하여 캐소드와 SSE 입자 사이의 접촉을 악화시키고, 이온 수송의 제한으로 인해 용량이 크게 손실된다.
이 문제를 해결하기 위한 한 가지 제안은 캐소드 입자의 이방성 부피 변화를 활용하는 것이다. 많은 캐소드 재료는 특정 결정학적 방향으로만 부피 변화를 겪으므로, 이차 캐소드 입자가 충전/방전 시 크게 팽창하지 않는 결정학적 방향으로 성장하면 입자의 부피 변화를 최소화할 수 있다. 또 다른 제안된 해결책은 캐소드의 순부피 변화가 0이 되도록 서로 반대되는 팽창 경향을 가진 다른 캐소드 재료를 적절한 비율로 혼합하는 것이다. 예를 들어, LiCoO2 (LCO)와 LiNi0.9Mn0.05Co0.05O2 (NMC)는 Li-이온 배터리용으로 잘 알려진 두 가지 캐소드 재료이다. LCO는 방전 시 부피 팽창을 겪는 것으로 나타났으며, NMC는 방전 시 부피 수축을 겪는 것으로 나타났다. 따라서 LCO와 NMC의 적절한 비율로 구성된 복합 캐소드는 NMC의 수축이 LCO의 팽창에 의해 상쇄되어 방전 시 최소한의 부피 변화를 겪을 수 있다.

#### 애노드
이상적으로 전고체 배터리는 높은 에너지 용량 때문에 순수 리튬 금속 애노드를 사용할 것이다. 그러나 리튬은 충전 시 도금된 Li 1 mAh/cm2당 약 5 μm 정도의 큰 부피 증가를 겪는다. 다공성 미세 구조를 가진 전해질의 경우, 이러한 팽창은 압력 증가를 초래하여 전해질 기공을 통해 Li 금속이 크리프되고 셀이 합선될 수 있다. 리튬 금속은 녹는점이 453K로 비교적 낮고 자기 확산을 위한 활성화 에너지가 50 kJ/mol로 낮아 상온에서 크게 크리프될 가능성이 높다. 상온에서 리튬은 파워-법칙 크리프를 겪는 것으로 나타났는데, 이는 온도가 녹는점에 비해 충분히 높아 금속의 전위가 장애물을 피하기 위해 슬립면을 벗어날 수 있음을 나타낸다. 파워-법칙 크리프 하의 크리프 응력은 다음과 같다.
{\displaystyle \sigma _{creep}=\left({\frac {\dot {\varepsilon }}{A_{c}}}\right)^{1/m}\exp {\left({\frac {Q_{c}}{mRT}}\right)}}
여기서 {\displaystyle R}은 기체 상수이고, {\displaystyle T}는 온도이며, {\displaystyle {\dot {\varepsilon }}}는 단축 변형률, {\displaystyle \sigma _{creep}}는 크리프 응력이며, 리튬 금속의 경우 {\displaystyle m=6.6}, {\displaystyle Q_{c}=37\,\mathrm {kJ} \cdot \mathrm {mol} ^{-1}}, {\displaystyle A_{c}^{-1/m}=3\times 10^{5}\,\mathrm {Pa} \cdot \mathrm {s} ^{-1}}이다.
리튬 금속을 애노드로 사용하려면 셀 압력을 항복 강도인 0.8 MPa 정도의 상대적으로 낮은 값으로 최소화하도록 신중을 기해야 한다. 리튬 금속 애노드의 정상 작동 셀 압력은 1~7 MPa 범위이다. 리튬 금속의 응력을 최소화하기 위한 몇 가지 가능한 전략은 선택된 스프링 상수를 가진 셀을 사용하거나 전체 셀의 압력을 제어하는 것이다. 또 다른 전략은 에너지 용량의 일부를 희생하고 순수 리튬 금속보다 녹는점이 높아 크리프 경향이 낮은 리튬 금속 합금 애노드를 사용하는 것일 수 있다. 이러한 합금은 리튬화될 때 순수 리튬 금속보다 훨씬 더 많이 팽창하지만, 향상된 기계적 특성을 가지고 있어 약 50 MPa의 압력에서 작동할 수 있다. 이러한 높은 셀 압력은 캐소드에서 공극 형성을 완화하는 추가적인 이점도 있다.

## 장점

### 향상된 에너지 밀도
전고체 배터리는 기존 리튬 이온 배터리에 비해 훨씬 높은 에너지 밀도를 제공할 수 있는 잠재력을 가지고 있다. 이는 주로 리튬 이온 배터리에 사용되는 흑연 애노드보다 훨씬 높은 전하 용량을 가진 리튬 금속 애노드를 사용하기 때문이다. 셀 수준에서 리튬 이온 에너지 밀도는 일반적으로 300Wh/kg 미만인 반면, 전고체 배터리 에너지 밀도는 350Wh/kg을 초과할 수 있다. 이러한 에너지 밀도 증가는 전기 자동차와 같이 더 오래 지속되고 더 작고 가벼운 배터리가 필요한 응용 분야에 특히 유용하다.

### 안전성 및 열 안정성 향상
전고체 배터리의 중요한 장점 중 하나는 향상된 안전성이다. 고체 전해질은 배터리 화재의 주요 원인인 열폭주 위험을 크게 줄여준다. 대부분의 고체 전해질은 불연성이므로 전고체 배터리는 화재 위험이 훨씬 낮고 많은 안전 시스템이 필요하지 않아 셀 팩 수준에서 에너지 밀도를 더욱 높일 수 있다. 연구에 따르면 열폭주 시 열 발생량은 액체 전해질을 사용하는 기존 배터리에서 관찰되는 것의 약 20-30%에 불과하다.

### 넓어진 온도 및 전압 작동 범위
고체 전해질은 더 넓은 작동 온도 및 전압 범위를 가능하게 하여 고성능 응용 분야에 매우 중요하다. SSB는 60 °C 이상의 온도에서도 작동할 수 있으며, 기존 배터리는 일반적으로 -20~60 °C 범위에서만 작동할 수 있다.
전고체 배터리는 또한 리튬 니켈 망간 산화물, 리튬 니켈 인산염 및 리튬 코발트 인산염과 같은 고전압 캐소드 화학 물질을 지원한다. 이를 통해 전압이 잠재적으로 5V(Li/Li+ 기준 전극 대비)를 초과할 수 있는 반면, 리튬 이온 배터리의 기존 캐소드 화학 물질은 4.5V(Li/Li+ 기준 전극 대비)를 초과할 수 없다.

### 더 빠른 충전 및 향상된 공간 효율성
고체 전해질과 리튬 금속 애노드의 조합은 이온 이동을 빠르게 하여 리튬 이온 배터리보다 충전 시간을 단축할 수 있다. 또한, 셀의 양극성 스태킹이 가능하여 셀 크기를 줄이고 더 소형의 배터리 팩을 만들 수 있다. 이는 전반적인 에너지 효율성을 향상시키고 다양한 응용 분야에 대한 설계 유연성을 가능하게 한다.

## 박막 전고체 전지

### 배경
가장 초기의 박막 전고체 전지는 1986년 카네호리 케이치(Keiichi Kanehori)에 의해 발견되었으며, 이는 리튬 전해질을 기반으로 한다. 이 기술은 더 큰 전자 장치에 전력을 공급하기에는 불충분하여 완전히 개발되지 못했다. 2018년에는 박막 리튬-가넷 전고체 전지에 대해 결정 상태 외에 "폴리아모르피즘"이 존재한다. 모란은 2021년에 앰플이 원하는 크기 범위인 1-20μm의 세라믹 필름을 제조할 수 있음을 입증했다.

### 구조
애노드 재료: Li는 저장 특성 때문에 선호되며, Al, Si 및 Sn의 합금도 애노드로 적합하다.
캐소드 재료: 가볍고 우수한 주기 용량 및 높은 에너지 밀도를 가져야 한다. 일반적으로 LiCoO2, LiFePO4, TiS2, V2O5 및 LiMnO2를 포함한다.

### 준비 기술
몇 가지 방법이 아래에 나열되어 있다.
- 물리적 방법:
  1. 마그네트론 스퍼터링(MS)은 물리 증착에 기반한 박막 제조에 가장 널리 사용되는 공정 중 하나이다.[136]
  2. 이온빔 증착(IBD)은 첫 번째 방법과 유사하지만, 이 공정에서는 바이어스가 인가되지 않고 타겟과 기판 사이에 플라즈마가 발생하지 않는다.
  3. 펄스 레이저 증착(PLD)은 이 방법에서 사용되는 레이저가 약 108 W cm−2에 달하는 고출력 펄스를 가진다.
  4. 진공 증착(VE)은 알파-Si 박막을 준비하는 방법이다. 이 과정에서 Si는 증발하여 금속 기판에 증착된다.[137]
- 화학적 방법:
  1. 전기도금(ED)은 Si 필름 제조에 사용되며, 편리하고 경제적으로 실행 가능한 기술이다.[138]
  2. 화학 기상 증착(CVD)은 고품질 및 고순도의 박막을 만들 수 있는 증착 기술이다.[139]
  3. 글로우 방전 플라즈마 증착(GDPD)은 혼합 물리화학적 공정이다. 이 공정에서 합성 온도는 필름의 추가 수소 함량을 줄이기 위해 증가되었다.[140]

### 박막 시스템 개발
- 리튬-산소 및 질소 기반 고분자 박막 전해질은 전고체 배터리에 완전히 활용되었다.
- 은 도핑 게르마늄 칼코게나이드 박막 전고체 전해질 시스템과 같은 비리튬 기반 박막 전고체 전지가 연구되었다.[141] 바륨 도핑 박막 시스템도 연구되었는데, 이는 최소 2 μm의 두께를 가질 수 있다.[142] 또한 Ni는 박막의 구성 요소가 될 수도 있다.[143]
- 박막 전고체 배터리용 전해질을 제조하는 다른 방법도 있다. 1. 정전기 분무 증착 기술, 2. DSM-Soulfill 공정 및 3. MoO3 나노벨트를 사용하여 리튬 기반 박막 전고체 배터리의 성능을 향상시키는 방법.[144]

### 장점
- 다른 배터리에 비해 박막 배터리는 높은 중량 에너지 밀도와 부피 에너지 밀도를 모두 가진다. 이는 저장된 배터리 에너지 성능을 측정하는 중요한 지표이다.[145]
- 높은 에너지 밀도 외에도 박막 전고체 배터리는 긴 수명, 뛰어난 유연성 및 낮은 중량을 특징으로 한다. 이러한 특성 덕분에 박막 전고체 배터리는 전기 자동차, 군사 시설 및 의료 기기와 같은 다양한 분야에 적합하다.

### 과제
- 그 성능과 효율성은 기하학적 특성에 의해 제약을 받는다. 박막 배터리에서 인출되는 전류는 주로 전해질/캐소드 및 전해질/애노드 계면의 형상과 접촉에 따라 달라진다.
- 전해질의 낮은 두께와 전극 및 전해질 계면에서의 계면 저항은 박막 시스템의 출력 및 통합에 영향을 미친다.
- 충방전 과정에서 상당한 부피 변화로 인해 물질 손실이 발생한다.[145]

## 제조사
- CATL
- Cymbet
- Ilika
- Ionic Materials
- LG
- 파나소닉
- Penghui Energy
- Sakti3
- 삼성
- Solid Power
- SolidEnergetics
- 퀀텀스케이프
- Large Power

## 혁신 및 지식재산권 보호

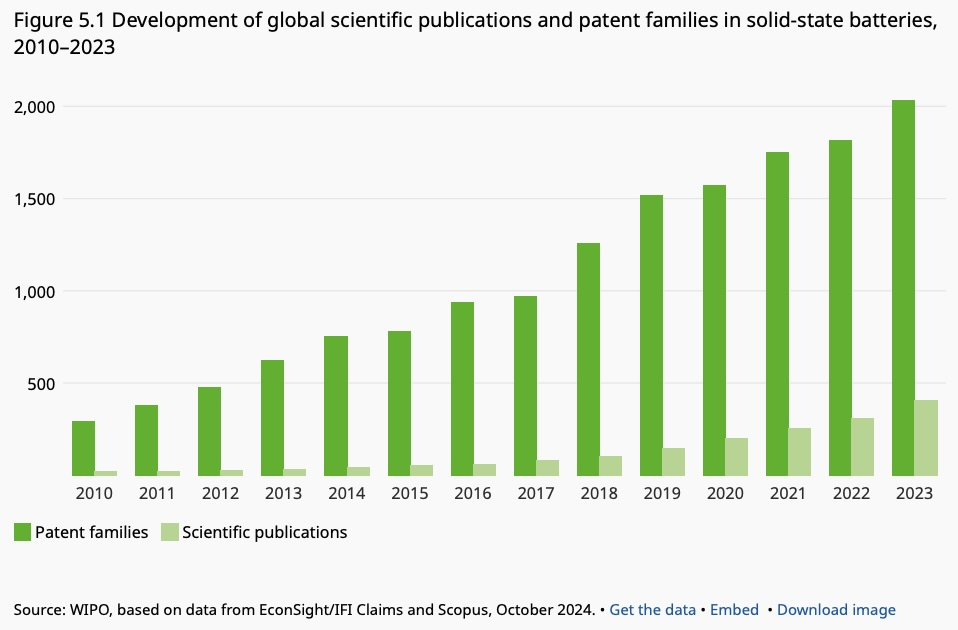
2010년에서 2023년 사이에 전고체 배터리 분야의 연구 및 특허 활동이 크게 그리고 꾸준히 증가했다.

전고체 배터리 특허 지형은 2010년 이후 진화해 왔으며, 이는 더 안전하고 효율적인 에너지 저장 솔루션을 개발하기 위한 글로벌 경쟁을 반영한다. 특히 자동차 및 전자 분야의 주요 기업들은 이 분야의 혁신에 대한 지식 재산권을 확보하기 위해 적극적으로 특허를 출원하고 있다. 토요타는 부여된 특허 권리 면에서 선두 기업이며, 그 뒤를 LG, 삼성, 무라타, 파나소닉이 잇고 있다. 일본 자동차 제조업체 토요타는 2020년에서 2023년 사이에 8274개의 전고체 배터리 특허를 부여받았다.
2024년 세계 지식 재산권 기구(WIPO) 기술 동향 미래 운송 보고서에 따르면, 전고체 배터리 분야의 연구 및 특허 활동은 2010년에서 2023년 사이에 크게 증가했으며, 광범위한 배터리 기술 분야 내에서 중요한 틈새를 형성하고 있다.

## 같이 보기
- 애노드 없는 배터리
- 고체 전해질
- 이원자
- 고속 이온 전도체
- 이온 전도도
- 이온 결정
- 존 B. 구디너프
- 배터리 종류 목록
- 리튬공기전지
- 리튬 인산철 배터리
- 분리막
- 초고용량 커패시터
- 박막 리튬 이온 전지